# Domingo Mercante
Domingo Alfredo Mercante (11 de junio de 1898 - 21 de febrero de 1976) fue un militar y político argentino que se destacó por ser uno de los iniciadores del peronismo. Fue organizador de las movilizaciones obreras que concluyeron el 17 de octubre de 1945 con la liberación de Juan Domingo Perón. También ejerció como gobernador de la provincia de Buenos Aires entre 1946 y 1952, y secretario de Trabajo y Previsión entre 1945 y 1946.

## Biografía
Luego de la Revolución del 43, del 4 de junio de 1943, un grupo de sindicatos socialistas y sindicalistas revolucionarios encabezados por Ángel Borlenghi y Juan Atilio Bramuglia decidió establecer una alianza con un sector de las Fuerzas Armadas que simpatizara con los reclamos históricos de la clase obrera logrando ser recibidos por el coronel Juan Domingo Perón pero el nexo que los sindicalistas buscaron fue el teniente coronel Domingo Mercante, debido a que su padre había sido dirigente sindical de la poderosa Unión Ferroviaria. 
Desde entonces Mercante fue siempre una persona de máxima confianza tanto para Perón como para los sindicatos. En 1944 fue interventor de la Unión Ferroviaria.
En octubre de 1945, cuando Perón fue obligado a renunciar y luego detenido por los grupos conservadores de las Fuerzas Armadas, Mercante desempeñó un rol decisivo para restablecer las comunicaciones entre los sectores sindicales y la CGT y organizar las movilizaciones obreras que culminaron con su liberación el 17 de octubre de 1945.
La íntima amistad con Perón se reflejó el 22 de octubre de 1945, cuando fue elegido por aquel como testigo de su matrimonio civil con Eva Duarte, en Junín. La famosa quinta de San Vicente era propiedad de Mercante, y se la compró Perón en 1943.
En las elecciones del 24 de febrero de 1946 a las que Perón se presentó como candidato a presidente los partidos que lo apoyaban no se pusieron de acuerdo en cuanto al candidato al estratégico gobernador de la Provincia de Buenos Aires. Perón había expresado que quería que Mercante fuera el futuro Secretario General de la Presidencia -cargo en el que este no tenía interés- pero el Partido Laborista lo apoyaba para candidato a gobernador de la provincia de Buenos Aires. Por su parte Alejandro H. Leloir se presentó por la Unión Cívica Radical (Junta Renovadora), un grupo de radicales que se había separado de su partido y apoyaba la candidatura de Perón. Mercante ganó con el 58 % y obtuvo más sufragios que el propio Perón. Su vicegobernador fue Juan Bautista Machado. Su gobernación se extendió entre el 16 de mayo de 1946 y el 3 de junio de 1952. En su gobierno Mercante se rodeó del equipo de FORJA y utilizando la vía de la negociación antes que la de confrontación buscó las áreas de acuerdo con la oposición radical. Nombró colaboradores innovadores e ingeniosos y alentó que el trabajo en su administración se realizara con un espíritu de colaboración y no de competencia.
El gobernador Mercante seguido una vigorosa agenda social, convirtiéndose en un elemento clave para el programa peronista de extensión de los derechos laborales y de las inversiones de obras públicas. Durante los próximos seis años, su gobierno aceleró la reforma agraria -redistribuyó 1300 kilómetros cuadrados (130.000 hectàreas) de terreno que expropió a los estancieros-, completó 1609 escuelas y 146 urbanizaciones, (construidas en un estilo de chalet maqueta, estas viviendas unidades fueron conocidas como los "chalets Mercante"). Pavimentó una gran cantidad de calles, la más notable, la Avenida Pavón desde Avellaneda hasta la entonces ruta nacional 210.En septiembre de 1943 acercó al dirigente radical H. Leloir tuvo su primera reunión con el entonces coronel Juan Domingo Perón, a la que asistió junto a los dirigentes radicales Balbín y Cetrá. De ellos tres, solamente Balbín no se uniría al futuro movimiento peronista.
Estos logros y sus conocimientos hicieron que Mercante fuera uno de los aliados más importantes de Perón, incluso Eva Perón dijo que Mercante era "el corazón de Perón" y, como tal, fue nombrado Presidente de la Asamblea Constituyente de 1948 que aprobó la Constitución de 1949, que incorporó en sus artículos los derechos de segunda generación (laborales y sociales), la igualdad jurídica del hombre y la mujer, los derechos de la niñez y la ancianidad, la autonomía universitaria, la elección directa de presidente y vice con posibilidad de reelección indefinida, el requisito para que todos los jueces que ya tenían estabilidad requirieran un nuevo acuerdo del Senado para permanecer en el cargo, etc.
Distintas localidades de la provincia fueron beneficiadas con obras de sanidad. Entre ellas se encuentran: Carmen de Patagones, General Villegas, Pehuajó, Sierras Bayas, Arrecifes, Campana, Tres Arroyos, Olavarría, Bragado, Nueve de Julio, Carlos Casares, Berisso, General Madariaga, entre otras.
Sanciona la ley provincial 6714 de Obras públicas para promover e impulsar la realización de obras públicas en el interior provincial principalmente a pavimentación, urbanización, obras sanitarias e iluminación, con la finalidad anexa de contribuir a la creación de puestos de trabajo y reactivar la actividad industrial. Trasfirió el Ferrocarril Provincial a la nación logrando reactivar más de trece ramales de la zonas del interior provincial.
En el plano del transporte de pasajeros en la zona del conurbano bonaerense, el crecimiento de la zona, llevó a la ampliación o habilitación de nuevos servicios de ómnibus, junto habilitación del aeropuerto de la capital provincial, como Aeropuerto Internacional de primera categoría.
En el sistema eléctrico de la zona Norte, inauguró la ampliación de la Central Regional de Chivilcoy, la estación  transformadora en Morón, y unió el noroeste provincial mediante la línea de Alta Tensión Luján-Morón, importante obra que había estado paralizada una década. Se construyerom 1609 escuelas la fechas de inauguración y toda referencia al gobierno durante el cual se habían construido. (...) Ordenó arrancar placas de bronce (...)». Así mismo dio un fuerte impulsó a la industrialización provincial, con la instalación de una planta industrial próxima a la estación Joaquín Gorina se decidió por su ubicación estratégica para el suministro de materiales a la ciudad Capital, que reunía gran cantidad de obras previstas en el Plan Trienal. Durante su gobernación dio impulso en el plano del transporte de pasajeros en la zona del conurbano bonaerense, el crecimiento de la zona, ala ampliación y rehabilitación de nuevos servicios entre ellos más de 120 líneas de colectivos y la construcción de importantes carreteras y ramales ferroviarios.
Rehusó ser candidato a la reelección como gobernador en 1952 y se retiró de la actividad política, siendo sucedido en la gobernación por el mayor Carlos Vicente Aloé. 
En 1952, el Mayor Carlos Vicente Aloé, como gobernador electo, sucedió a Mercante.Cuando se produjo el golpe de Estado de 1955 que derrocó al gobierno constitucional de Juan Domingo Perón, Mercante, temiendo ser encarcelado por la dictadura autotitulada Revolución Libertadora surgida del mismo, pese a haber estado más de tres años sin cargos oficiales, se exilió en Uruguay. Los hombres que colaboraron con su gobierno fueron también expulsados del peronismo y comenzaron a ser perseguidos, muchos terminando en prisión o exiliados del país. Durante el mandato de Aloé se eliminó toda referencia a la administración anterior, borrando su nombre de todas las placas de bronce o de mármol en las obras públicas inauguradas en su mandato, mientras Mercante se fue del país con destino a Europa. Sus colaboradores más inmediatos, como los exministros Julio César Avanza, Miguel López Francés y Raúl Mercante, los secretarios Francisco Capelli y Pedro Poggio, y también algunos asesores como Arturo Sampay sufrieron persecución política y estuvieron detenidos hasta 1955 bajo acusaciones de corrupción.
Tras el golpe de Estado contra Lonardi de Pedro E. Aramburu el 13 de noviembre siguiente, Mercante debió exiliarse en la República Oriental del Uruguay. Allí se convertiría en una figura destacada de la colonia de exiliados peronistas. En esa calidad, cuando el gobierno de la denominada Revolución Libertadora, luego de derogar por decreto la Constitución de 1949 y promover a mediados de 1957 la celebración de una Convención Constituyente -sin la participación del peronismo-, de la cual surgiría otra Carta Magna, Mercante dio a conocer con su firma un Manifiesto –redactado por Arturo Sampay-, donde hacía una defensa decidida de la Constitución abolida. Meses después, ante la convocatoria a elecciones presidenciales para comienzos de 1958, también con la proscripción del peronismo, Perón envía a su delegado personal, John W. Cooke, a reunirse con Mercante y recabar su opinión acerca de cómo debían votar los peronistas, si en blanco o por Arturo Frondizi, candidato de la Unión Cívica Radical Intransigente. La postura del exgobernador fue clara y contundente: se debía apoyar al candidato intransigente a fin de evitar la continuidad de la Revolución Libertadora a través de la Unión Cívica Radical del Pueblo y de su candidato, Ricardo Balbín.
Luego del triunfo de Frondizi, Mercante retornó al país y se acercó a la Unión Popular, partido neoperonista liderado por el ex canciller Juan Atilio Bramuglia. Con posterioridad, junto con Alejandro H. Leloir, se integró a las filas del Partido Laborista, y en ese carácter se lo pudo ver participando en la campaña electoral que llevó a la gobernación bonaerense a Andrés Framini en marzo de 1962 –por caso, hizo uso de la palabra en el acto final de la misma-, elección finalmente anulada que precipitaría el derrocamiento de Frondizi.
Mercante mantuvo un perfil bajo después y murió en 1976, a los 77 años.

## Galería

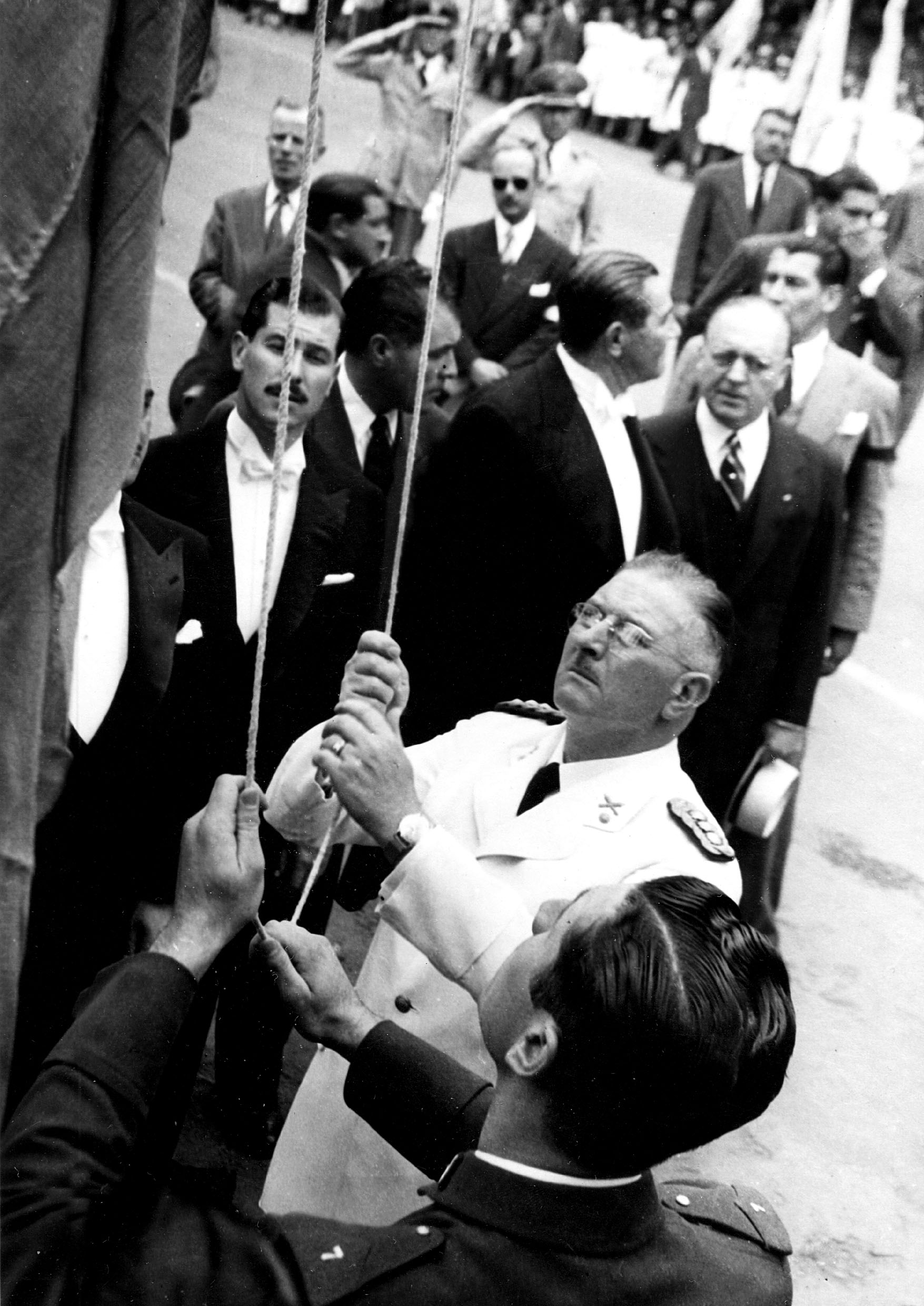
Mercante en una inauguración como gobernador provincial.
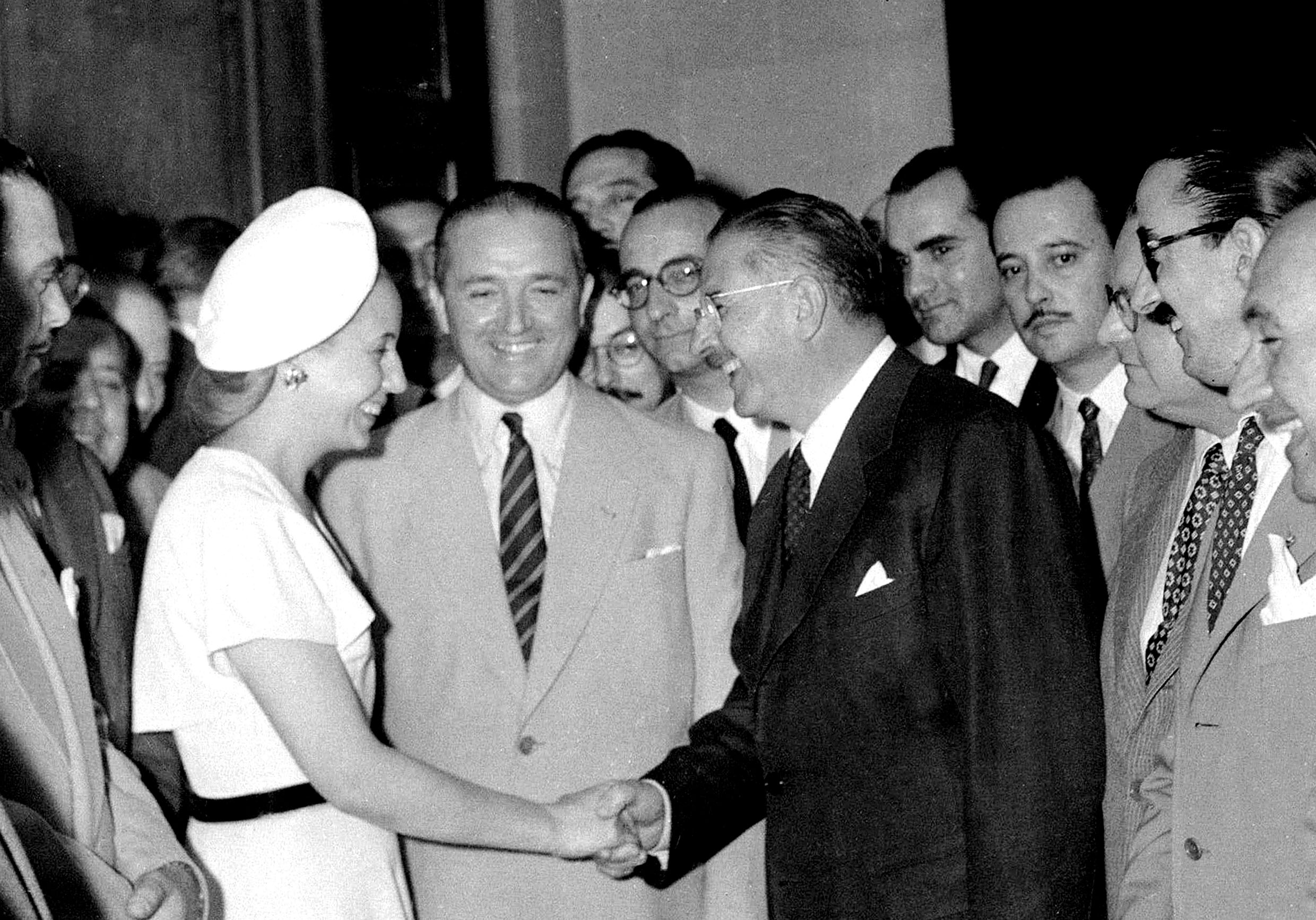
Mercante en un acto público.
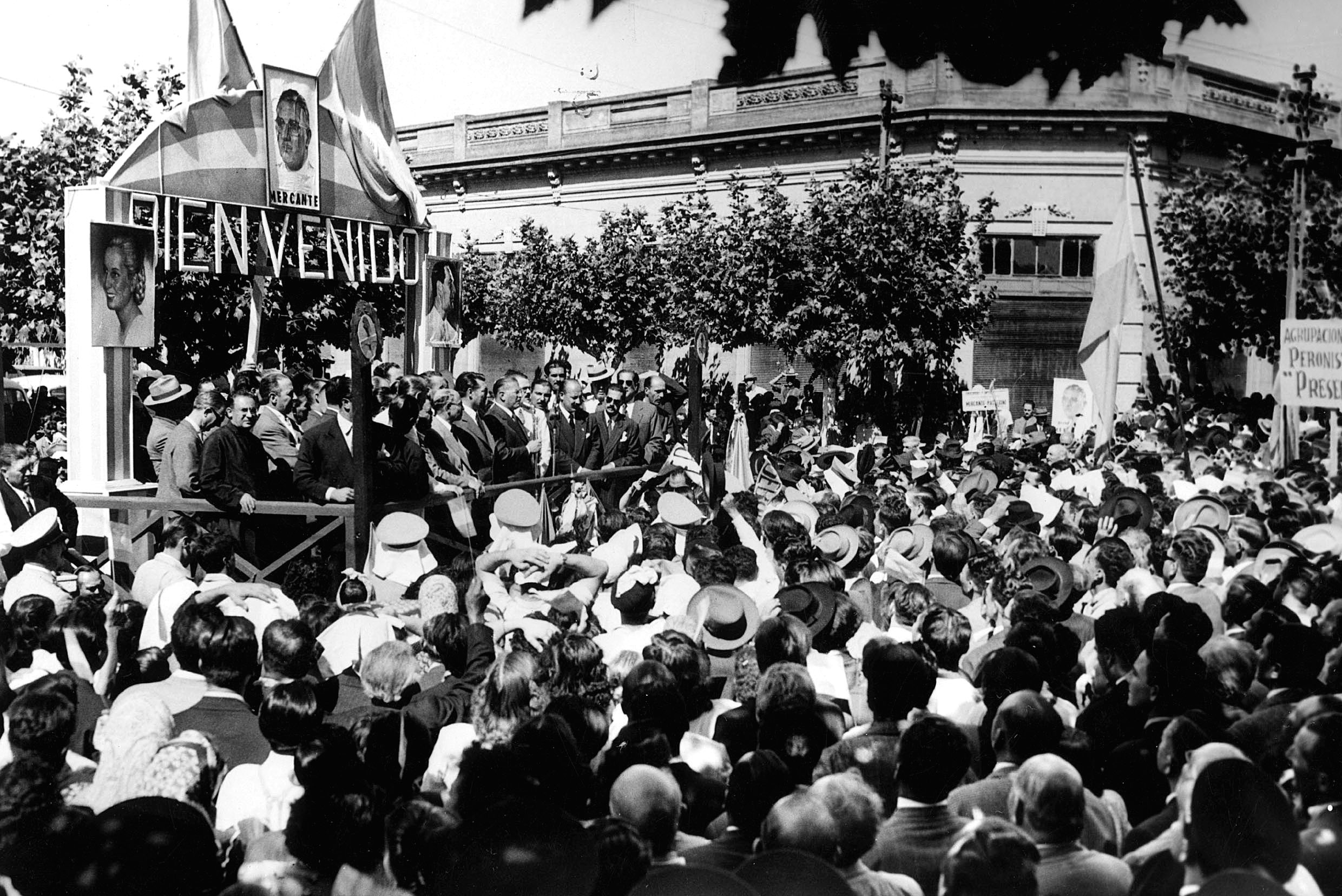
Mercante se dirige a una multitud en un acto de gobierno.
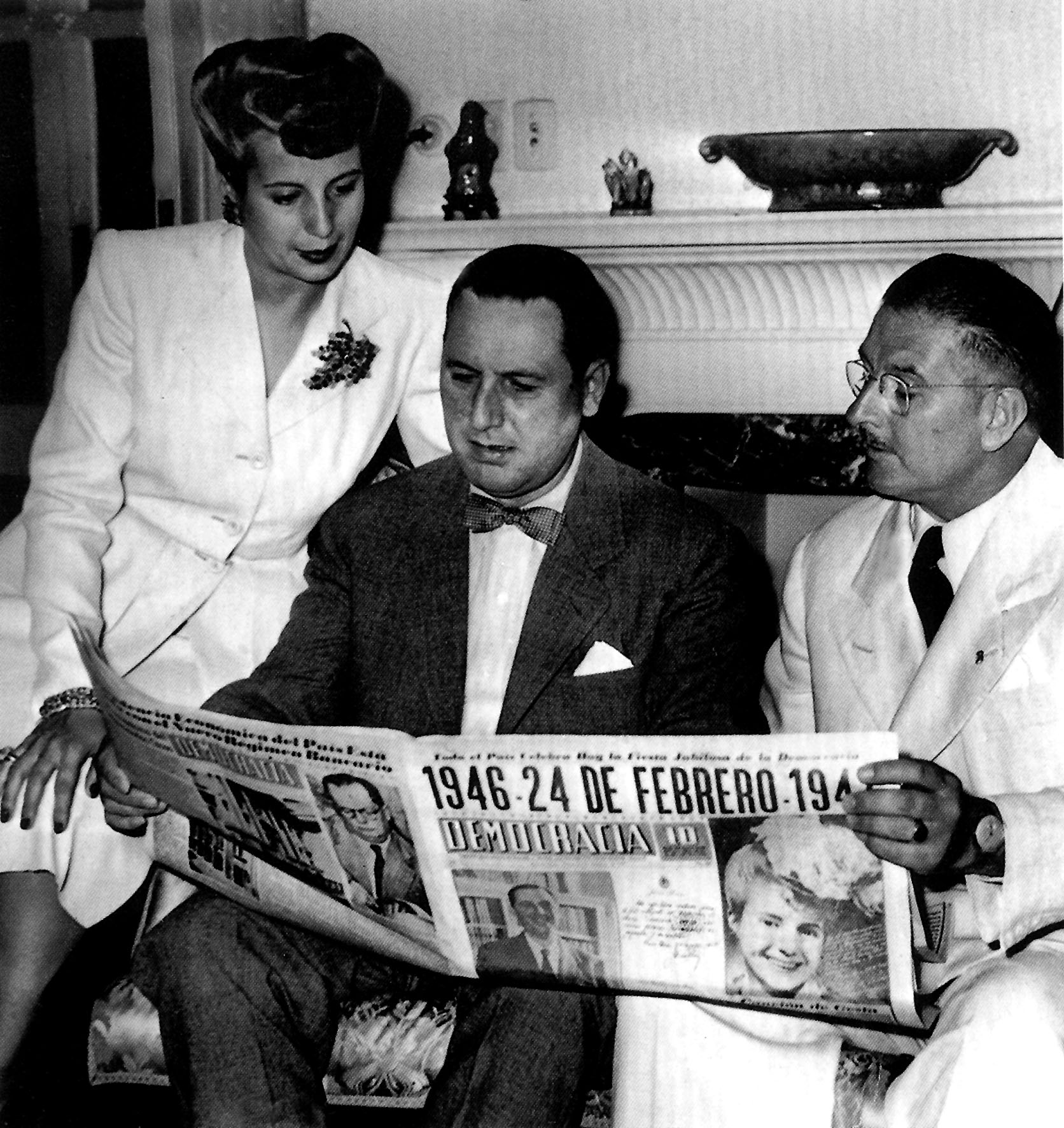
Mercante junto a Juan y Eva Perón.
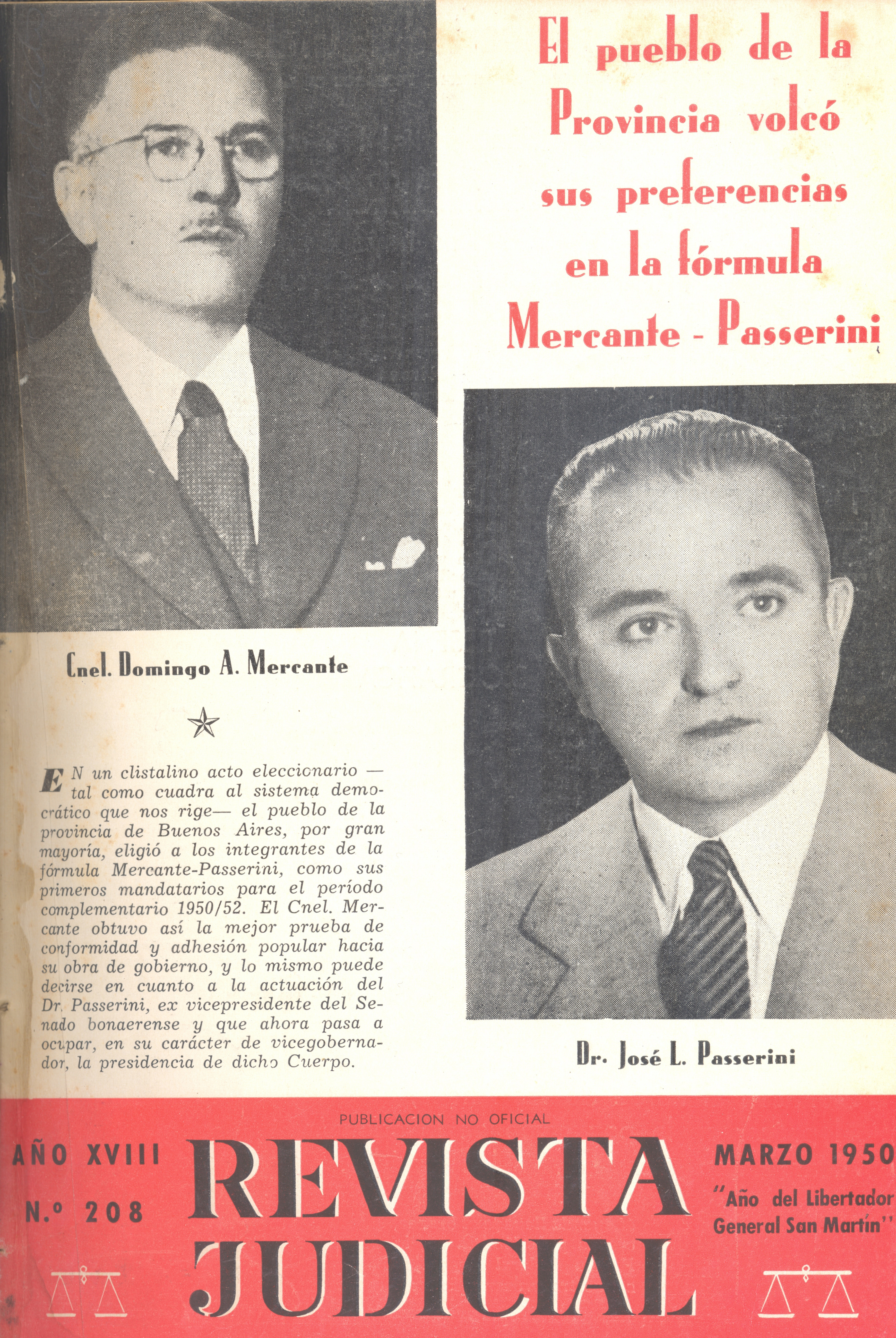
Revista Judicial de marzo de 1950, dando cuenta del triunfo electoral de la fórmula Mercante - Passerini.
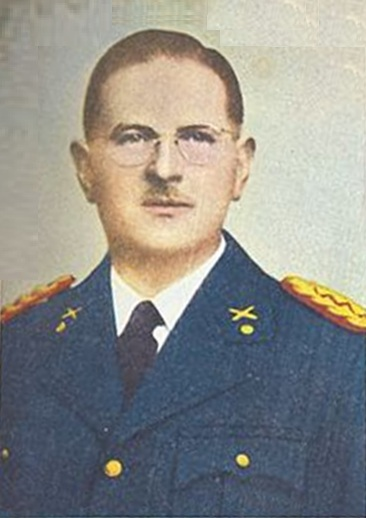
Domingo Mercante en 1950